# 반소 (시인)

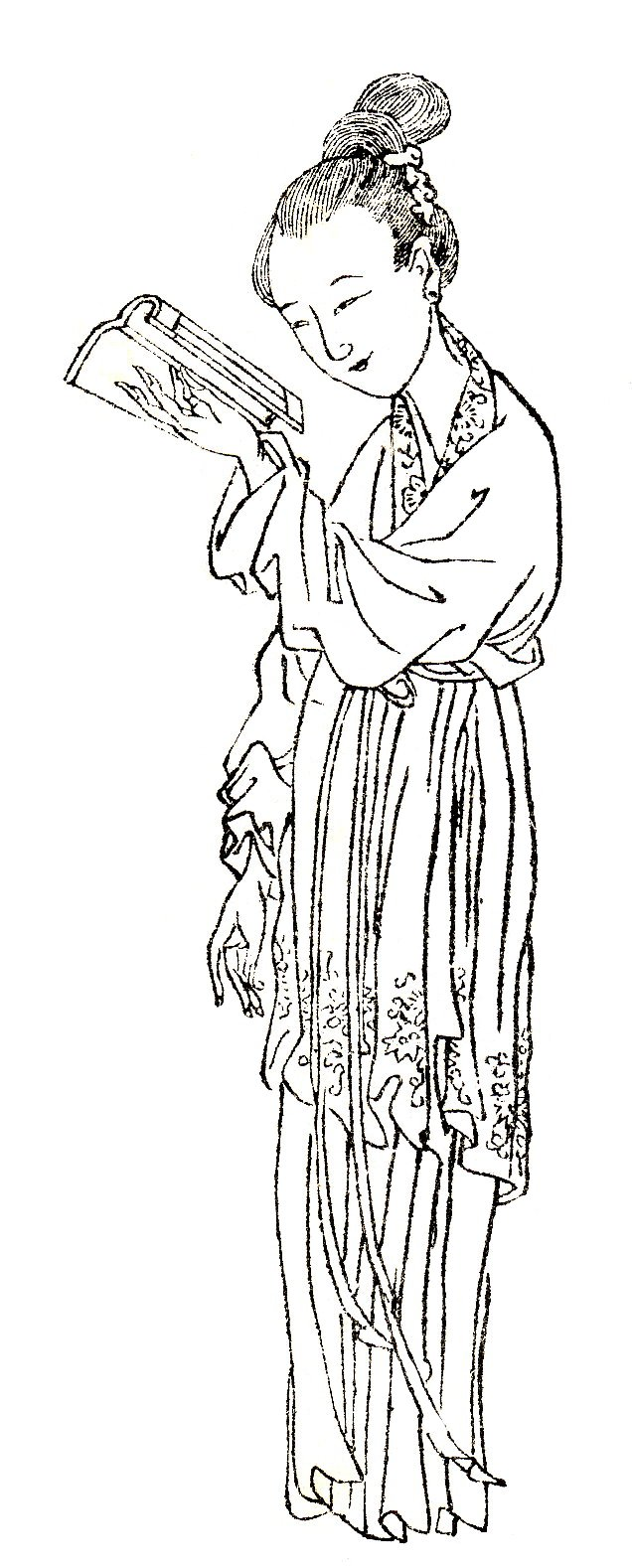
반소(上官周, b. 1665).

반소(중국어 정체자: 班昭, 병음: Ban Zhao, 45년 ~ 116년)는 중국 후한의 시인으로, 자는 혜희(惠姬) 또는 혜반(惠班)이다.

## 생애
반표(班彪)의 딸이자 반고(班固)와 반초(班超)의 여동생으로, 14세에 조세숙에게 시집을 갔던 관계로 조대가(曹大家)로 불리었다. 남편이 죽은 후 궁정에 초청되어 왕족들을 가르쳤다.
반고가 죽자 유지를 이어 《한서》를 완성하였다. 《전한서》 편찬에서 가장 복잡했던 "백관공경표(百官公卿表)"와 천문지(天文志)"는 반소가 완성한 것이다. 후한서 제84권 '열녀전'(列女傳)의 반소 관련 부분에서 '오라버니 반고가 [한서]를 집필했는데, 그 8표와 '천문지'는 미처 끝내지(竟) 못하고 죽었기에, 화제(和帝)가 반소를 불러 동관(東觀)의 장서각(藏書閣)에서 그것을 이어 완성하게 하였다'라는 언급을 볼 수 있다.

## 저서
저서에 조대가집(曹大家集)이 있는데, 그녀의 문재 또한 아버지와 오라버니인 반고에 못지않은 문호였다.

## 반소의 가족
- 반표(3-54, 아버지)
  - 반고(32-92, 큰 오빠)
  - 반초(32-102, 둘째 오빠)
  - 반소(45-116 , 본인)

## 같이 보기
- 한서